# Degendieb von Léopoldville
Der Degendieb von Léopoldville ist auf einer Schwarzweißfotografie des deutschen Fotografen Robert Lebeck zu sehen. Sie entstand am 29. Juni 1960, einen Tag vor der Unabhängigkeit des Kongos von Belgien, in der kongolesischen Hauptstadt Léopoldville, dem heutigen Kinshasa. Das Foto zeigt einen Kongolesen – später identifiziert als Ambroise Boimbo (1930–1981) – kurz nachdem er Baudouin, dem König der Belgier, seinen Paradedegen aus einer fahrenden Limousine gestohlen hat.
Das Foto erschien kurz nach seiner Entstehung in mehreren internationalen Zeitschriften. Das deutsche Magazin Kristall, bei dem Lebeck unter Vertrag stand, widmete dem Ereignis eine umfangreiche Bildreportage, die es als Sinnbild für die kurz nach der Unabhängigkeit ausgebrochenen Kongo-Wirren und deren Ursachen darstellte. Später entwickelte sich das Foto zu einem oft gezeigten Symbol für die Dekolonisation Afrikas.

## Entstehung

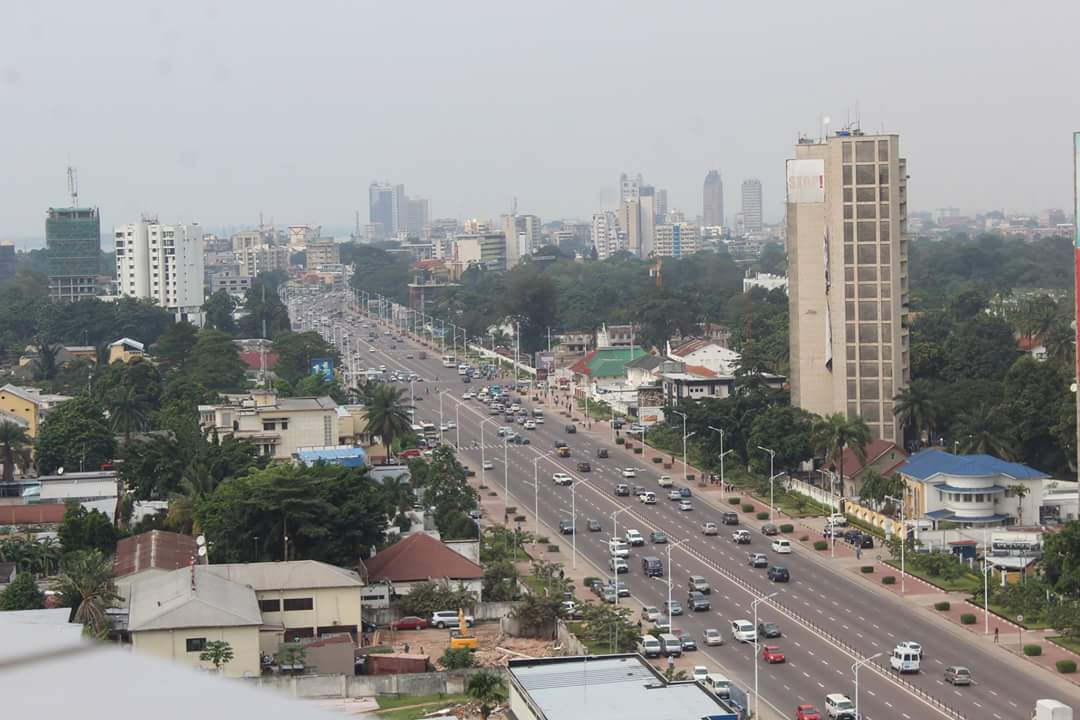
Boulevard du 30 juin in Kinshasa, 2015

Der zentralafrikanische Kongo befand sich seit 1885 als Kongo-Freistaat im Privatbesitz des Königs der Belgier Leopold II. Das Land wurde in dieser Zeit systematisch ausgeplündert, wobei es zu massenhaften Gräueltaten an der lokalen Bevölkerung kam, die als Kongogräuel bezeichnet werden. Nach deren Bekanntwerden musste Leopold unter nationalem und internationalem Druck den Kongo 1908 an den belgischen Staat abtreten. Die Kolonie erhielt nun den Namen Belgisch-Kongo.
1960 wurden in weiten Teilen Afrikas bisherige Kolonien europäischer Staaten in ihre Unabhängigkeit entlassen. Insgesamt entstanden in dem als „Afrikanisches Jahr“ bekanntgewordenen Jahr siebzehn neue Staaten. Auch Belgisch-Kongo wurde in diesem Jahr als Republik Kongo unabhängig. In den 1950er Jahren hatte der belgische Wissenschaftler A. A. J. Van Bilsen noch drei Jahrzehnte für den Prozess der Loslösung der Kolonie vom „Mutterland“ eingeplant. Unruhen und ein Erstarken antikolonialer und nationalistischer Bewegungen im Kongo führten jedoch dazu, dass Belgien den 30. Juni 1960 als Unabhängigkeitstag festlegte.
Am 29. Juni kam der belgische König Baudouin zu einem Staatsbesuch nach Léopoldville, der Hauptstadt des Landes. Anwesend war auch der deutsche Fotoreporter Robert Lebeck, der seit März den afrikanischen Kontinent bereiste und schon in Mali, Senegal, Guinea, Togo, Ghana, Rhodesien und Südafrika fotografiert hatte. Im Gegensatz zu einigen seiner im Kongo anwesenden Kollegen verzichtete Lebeck darauf, an der Ankunft des Königs am Flugplatz teilzunehmen. Stattdessen begab er sich gleich zum Boulevard Albert (heute Boulevard du 30 juin), an dem der Konvoi mit dem König und dem kongolesischen Staatspräsidenten Joseph Kasavubu erwartet wurde. Er positionierte sich in der Nähe der Ehrenformation, da dort der Wagen des Königs langsamer fahren sollte. Mit dabei hatte er seine Leica M3 mit einem Superweitwinkelobjektiv vom Typ Super-Angulon mit 21 mm Brennweite. Als sich die offene Limousine näherte, in der der König und der Staatspräsident standen, lief neben ihr ein elegant gekleideter schwarzer Mann her. Kurz nachdem der Wagen an Lebeck vorbeigefahren war, griff der Mann nach dem Paradedegen des Königs, der auf dem Rücksitz des Wagens lag, und stürmte auf den Fotografen zu. In diesem Augenblick machte Lebeck das Foto, das später berühmt wurde. Wie er später berichtete, handelte er dabei instinktiv, ohne darüber nachzudenken. Er war der Einzige, dem ein Foto des Ereignisses gelang.

## Beschreibung
Auf der linken Seite des Bildes fährt ein offener Wagen in die dem Standort des Fotografen abgewandte Richtung. In ihm stehen Joseph Kasavubu und König Baudouin, die beide von hinten zu sehen sind. Der König trägt eine weiße Uniform und salutiert vor der Ehrenformation der Force Publique, die links steht und die Flagge Belgiens hochhält. Die Straße, auf der der Wagen fährt, ist auf beiden Seiten von Menschen gesäumt, die auf den Wagen blicken. In der Mitte, in der Nähe des Fluchtpunkts, ist ein Mann zu sehen, der auf den Fotografen zuläuft. Er trägt ein Jackett, ein Hemd und eine Krawatte. In seiner rechten Hand hält er den Degen des Königs über seinem Kopf. Auf der rechten Seite fährt im Vordergrund ein Polizist auf einem Motorrad. Im Hintergrund laufen zwei Fotografen, die ihre Kameras auf den König richten.

## Veröffentlichung
Lebecks Bildbericht erschien erstmals in der französischen Illustrierten Paris Match in der Ausgabe vom 9. Juli 1960. Wenig später zeigte das US-Magazin Life das im Moment des Diebstahls entstandene Foto. Auch in der italienischen Zeitschrift Epoca war es zu sehen. Im Kongo berichtete die Zeitung L’Écho du Katanga über das Ereignis. Sie hielt den Degendieb für einen geistig verwirrten Mann oder einen Souvenirjäger.
In Deutschland erschien die Bildstrecke im Heft 16 des Magazins Kristall, für das Lebeck zu dieser Zeit tätig war. Das Cover des Hefts mit dem Titel Aufruhr am Kongo zeigt einen auf der linken und rechten Seite stark beschnittenen Ausschnitt des berühmtgewordenen Fotos. Teil des Hefts ist eine Bildstrecke mit insgesamt zehn Fotografien von Lebeck. Sie trägt den Titel Des Königs Schwert in schwarzer Hand. Das bekannte Foto ist hier nur leicht beschnitten abgedruckt. Es ist jedoch deutlich kleiner als die meisten anderen Fotos der Bildstrecke. Von den anderen neun Fotos ist nur eins vor dem Degendiebstahl aufgenommen. Auf ihm sieht man den Degendieb, dem die Kristall-Redaktion den erfundenen Namen Joseph Kalonda gab, wie er in Fahrtrichtung neben dem Wagen läuft. Alle anderen Fotos sind nach dem Diebstahl entstanden. Sie zeigen, wie der Dieb von Soldaten gestellt und festgenommen wird. Auffällig ist dabei, dass auf Lebecks Fotografien von der Festnahme fast alle Soldaten schwarz sind. Wie der Kulturwissenschaftler Jörn Glasenapp feststellt, erweckt die Reportage dadurch nicht den Eindruck eines schwarzen Kampfes gegen die weißen Kolonialherren, sondern vielmehr den eines Kampfes der Schwarzen gegen sich selbst. Dieser Eindruck wird auch im Text der Kristall-Reportage aufgegriffen. Er stellt einen Zusammenhang zur schweren politischen Krise her, die im Kongo direkt nach der Unabhängigkeit ausgebrochen war. Schuld daran sei die Unbeherrschtheit und die Inkompetenz der Kongolesen, wie der Degendiebstahl als mahnendes Sinnbild zeige.

„So wie Joseph Kalonda dem König den Degen entriß, so haben die Afrikaner ihren Herren die Macht abgenommen: unbeherrscht, im falschen Augenblick. Sie prahlen mit ihrer Unabhängigkeit wie Kalonda mit seiner Beute. Beide Male ein verhängnisvoller Triumph. Die Freiheit ist in den Händen der Kongolesen. Kaum gewonnen, scheint sie unter den eigenen Gummiknüppeln zu enden. Der König bekam seinen Degen wieder. Diesmal kein Symbol, nur eine Geste. Die Macht bleibt in schwarzer Hand. Und im Kongo herrschen Aufruhr und Chaos.“

Damit bediene, so Glasenapp weiter, die Reportage das jahrhundertealte rassistische Stereotyp des kindlich-irrationalen Schwarzen. Einen ähnlichen Ton schlägt der Text an, der die Bilderserie in Lebecks 1961 erschienenem Bildband Afrika im Jahre Null begleitet. Lebeck interpretiert darin das Bild ebenfalls als Symbol für die chaotischen Verhältnisse, die im Kongo kurz danach ausbrachen. Auch dieser Text ist laut Glasenapp rassistisch gefärbt, denn Lebeck bezeichnet die Kongolesen darin infantilisierend als „Halbstarke“. Anders als der Kristall-Bericht äußert Lebeck in seinem Bildband aber auch Kritik an den belgischen Kolonialherren. Sie hätten mit ihrer „überlebten Kolonialpolitik“ die Kongolesen zu eben jenen Halbstarken erzogen.

## Nachwirkung
Für Robert Lebeck wurde das Foto, wie er es selbst sagte, zu seiner „fotografischen Visitenkarte“, die dazu beitrug, dass er zu einem der bekanntesten deutschen Fotojournalisten wurde. Es war seit seiner Erstveröffentlichung in einer Vielzahl von Büchern, Anthologien, Ausstellungen und Katalogen zu sehen. Dabei verschob sich seine Interpretation weg von einem Symbol für die chaotische Lage im Kongo nach der Unabhängigkeit, hin zu einer „bildhaften Metapher für das Ende des Kolonialismus und den Aufbruch Afrikas in eine neue Zeit“, wie es der Autor Hans-Michael Koetzle formulierte. Für Jörn Glasenapp zeigt die Fotografie dabei symbolisch, dass das Ende des Kolonialismus nicht von den Europäern ausging, sondern dass sich die Afrikaner ihre Freiheit selbst nahmen. Der König, der den Diebstahl seines Degens gar nicht bemerkt, verkörpere auf dem Bild die Europäer, die den Verlust ihrer Macht in den Kolonien zunächst nicht wahrhaben wollten. Laut Glasenapp wurde das Foto zu „einem frühen ‚Klassiker‘ [der] Ikonographie der antiautoritären Auflehnung“ und einem „universal gültigen Sinnbild des Widerstands gegen die kapitalistisch-imperialistische Ordnung des Westens.“ Als eine Ikone der Befreiung interpretierte auch der US-amerikanische Konzeptkünstler Hank Willis Thomas das Foto in seinem Werk Justice, Peace, Work (Stolen Sword Punctum). Die Skulptur aus poliertem Edelstahl entstand 2019 und zeigt den rechten Arm des Degendiebs und den Degen genau in der Position, in der sie auf Lebecks Foto zu sehen sind.

Zum 50-jährigen Jubiläum der Unabhängigkeit des Kongos von Belgien entstand die Dokumentation Boyamba Belgique der belgischen Filmemacher Dries Engels und Bart Van Peel über den Degendiebstahl. Wissenschaftlich begleitet wurde die Produktion vom Historiker Mathieu Zana Etambala, der im Kongo geboren wurde und seit 1962 in Belgien lebt. Ziel war es, die Identität des Degendiebs zu ermitteln, zu der es im Laufe der Jahre verschiedene Angaben gegeben hatte. Nach umfangreichen Recherchen im Kongo sind sich Etambala und die Filmemacher sicher, dass der Mann auf dem Foto Ambroise Boimbo sei. Dieser wurde 1930 in Bokele in der heutigen Provinz Tshuapa geboren und gehörte dem Volk der Mongo an. Im Alter von 16 Jahren kam er nach Léopoldville, wo er als Elektriker arbeitete. Ab Mitte der 1950er Jahre habe sich seine geistige Gesundheit verschlechtert. Zudem habe er seine Arbeitsstelle verloren. Er selbst sei davon überzeugt gewesen, von einem Kollegen, dem er Geld gestohlen hatte, verflucht worden zu sein. Nach seiner Festnahme wegen des Degendiebstahls sei er von einem Psychiater untersucht worden, der ihn für psychisch krank hielt. Auf Befehl des Königs habe man ihn noch am selben Tag freigelassen. Nach dem Bericht eines Zeitzeugen hatten kongolesische Nachforschungen Boimbo bereits in den 1970er Jahren als Degendieb identifiziert. Danach soll er in einem Museum für Nationalgeschichte als Führer gearbeitet und dabei den Besuchern von seiner Tat berichtet haben. Boimbo starb 1981 in Kinshasa.